# Anton Landes
Paul Anton Landes, né le 14 janvier 1712 à Wessobrunn et mort le 16 mai 1764 à Berlin, est un stucateur du rococo bavarois.

## Biographie
Anton Landes appartient au cercle de l'école de Wessobrunn. C'est un neveu et disciple du fameux stucateur munichois Johann Baptist Zimmermann. Dans sa jeunesse, il travaille pour la cour de Munich, par exemple pour les stucs du château de Schleißheim et de Nymphenburg. Plus tard, il travaille à Ratisbonne et dans ses environs. 

## Œuvres

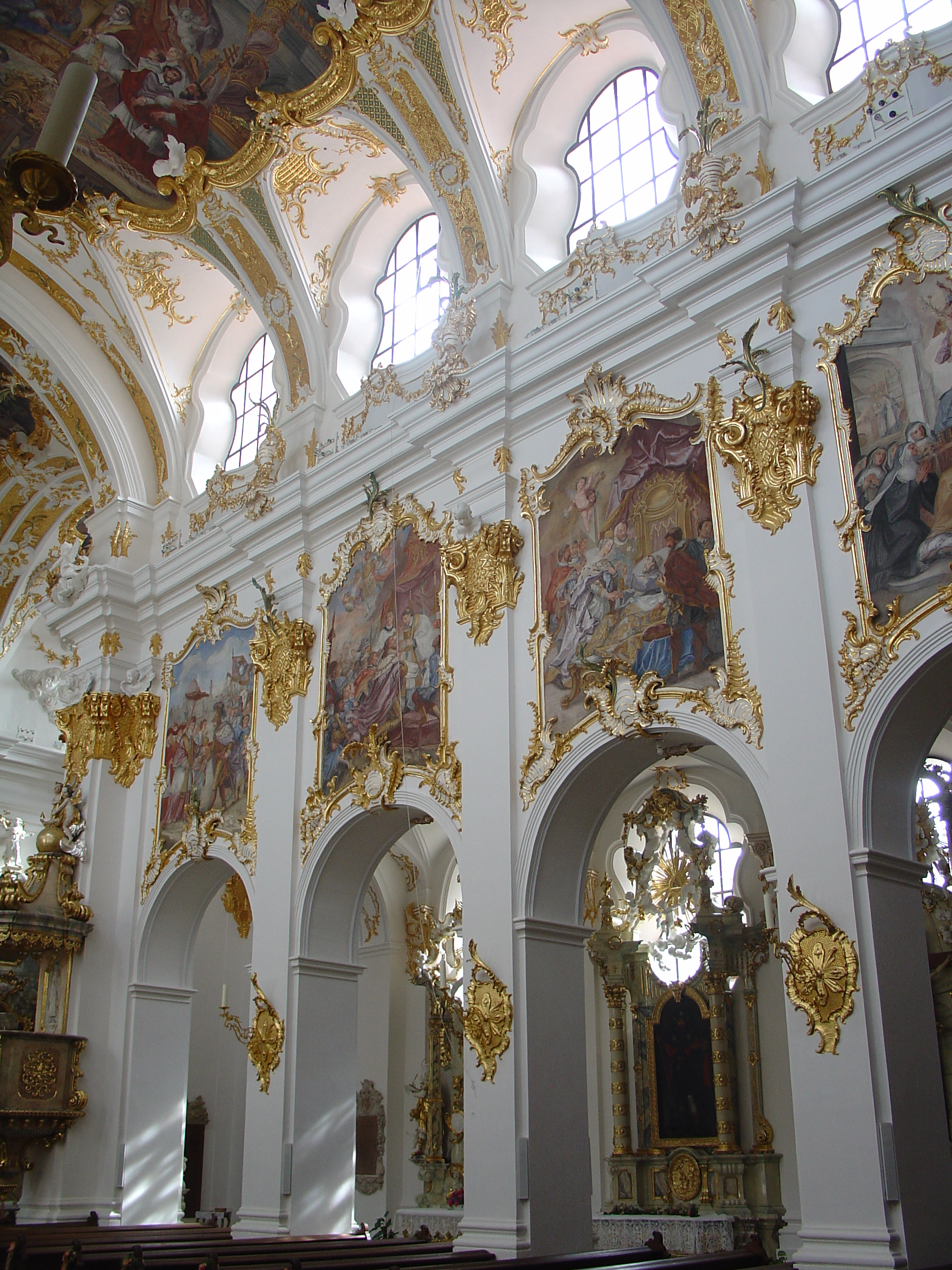
Stucs de Landes à la collégiale Notre-Dame de Ratisbonne.

- Lintach: stucs de l'église paroissiale (1735)
- Église Saint-Georges d'Amberg: stucs des chapelles latérales (milieu du XVIIIe siècle)
- Collégiale Notre-Dame de Ratisbonne: stucs de la nef (1750-1752) et du chœur (1762).
- Église Saint-Cassien de Ratisbonne: stucs (1754)
- Église Sainte-Marie de Mödingen: stucs de la chapelle Ebner (1755) de l'église conventuelle
- Neustadt an der Waldnaab: décoration de l'église paroissiale (vers 1740)
- Abbaye de Frauenzell: stucs de l'abbatiale
- Église Saint-Augustin d'Amberg: avec l'assistance de Franz Xaver Höflmayer (1757-1758)
- Chapelle Notre-Dame-des-Neiges de Ratisbonne: stucs (vers 1760)
- Kallmünz: stucs de l'église paroissiale (après 1753 avant 1758)[2]

## Source de la traduction
- (de) Cet article est partiellement ou en totalité issu de l’article de Wikipédia en allemand intitulé « Anton Landes » (voir la liste des auteurs).